# Peromyscus gossypinus
Peromyscus gossypinus (бавовняна миша) — вид гризунів із родини Cricetidae, поширений у лісистих місцевостях на півдні США.

## Морфологічна характеристика
Дорослі особини мають довжину близько 180 мм, з хвостом близько 78 мм і важать 34-51 г. Її загальний вигляд дуже схожий на мишу білоногу, але бавовняна миша більша за розміром і має довший череп і задні лапи. У них темно-коричневе тіло, білі ноги та живіт.
Вернакулярна назва походить від спостережуваної звички використовувати сиру бавовну для будівництва гнізд.
Один з підвидів, бавовняна миша Чадвік-Біч (P. g. restrictus) востаннє була помічена в 1938 році і зараз вважається вимерлою. Інший підвид, бавовняна миша Кі Ларго (P. g. allapaticola) наразі входить до списку видів, що перебувають під загрозою зникнення, за списком Служби охорони рибних ресурсів і дикої природи США.

## Середовище проживання
Бавовняна миша зустрічається на південному сході Сполучених Штатів (Луїзіана, Вірджинія, Міссурі, Міссісіпі, Техас, Алабама, Теннессі, Північна Кароліна, Арканзас, Флорида, Кентуккі, Оклахома, Джорджія, Південна Кароліна). Він використовує різноманітні середовища існування, включаючи листяні ліси, болота, краї полів, краї соляних саван і дюн, чагарники, а також скелясті обриви та виступи. Ймовірно, віддає перевагу місцевості, яка регулярно затоплюється. Колись вона жила в Іллінойсі, а тепер вважається викоріненою з цього штату.
Бавовняні миші використовують підземні притулки, такі як нори під пнями, порожнини дерев, де вони можуть уникнути хижаків і лісових пожеж. Такі підземні притулки також забезпечують нижчу температуру та вологість протягом літнього сезону.
Більшість видів Peromyscus показують значне зменшення популяції після пожеж через еміграцію, збільшення хижацтва або через прямі пошкодження вогнем через втрату середовища проживання/захисту. Однак, завдяки поведінці використання підземних притулків, бавовняні миші повинні вижити без значних втрат населення від вогню.

## Екологія
Бавовняні миші всеїдні, харчуються насінням і комахами. Тривалість життя становить чотири-п'ять місяців, рідкісні доживають до одного року. На них полюють сови, змії, ласки та рисі.

## Розмноження
Розмноження може відбуватися протягом року, і зазвичай відбувається ранньою весною та восени. Вони можуть мати чотири виводки на рік до семи дитинчат, які є безпорадними та голими при народженні. Бавовняних мишей відлучають від молока на 20–25 день і вони стають статевозрілими приблизно через два місяці.